# 刀自売
刀自売（とじめ）とは、古い文献にしばしば出てくる女性名、もしくは女性の称号である。

## 半布里遺跡における刀自売
- 刀自とは女性の尊称で、半布里戸籍にも刀自売（とじめ）などの名前の人物がでてくる。
- 半布里遺跡では墨書土器が出土されている[1]。
- 里刀自（りとじ・わととじ）の刀自とは、女性の呼称であり、里長の妻などの有力者、あるいは巫女など特別の人物を指していると考えられている。農作業などムラの実質的経営に関わる女性リーダーである。